# São Cristóvão e Neves nos Jogos Olímpicos de Verão da Juventude de 2010
São Cristóvão e Neves participou dos Jogos Olímpicos de Verão da Juventude de 2010 em Cingapura. Sua delegação foi composta de apenas dois atletas, ambos do atletismo.

## Atletismo
| Evento          | Atleta               | Qualificação | Qualificação | Final     | Final        |
| Evento          | Atleta               | Resultado    | Posição      | Resultado | Posição      |
| --------------- | -------------------- | ------------ | ------------ | --------- | ------------ |
| 200 m masculino | Lonzo Wilkinson      | 23.76        | 23º (6º q4)  | 23.23     | 4º (Final D) |
| 100 m feminino  | Odinakachukwa Miller | 12.59        | 15º (4º q1)  | 12.64     | 6º (Final B) |